# Goldene Aue

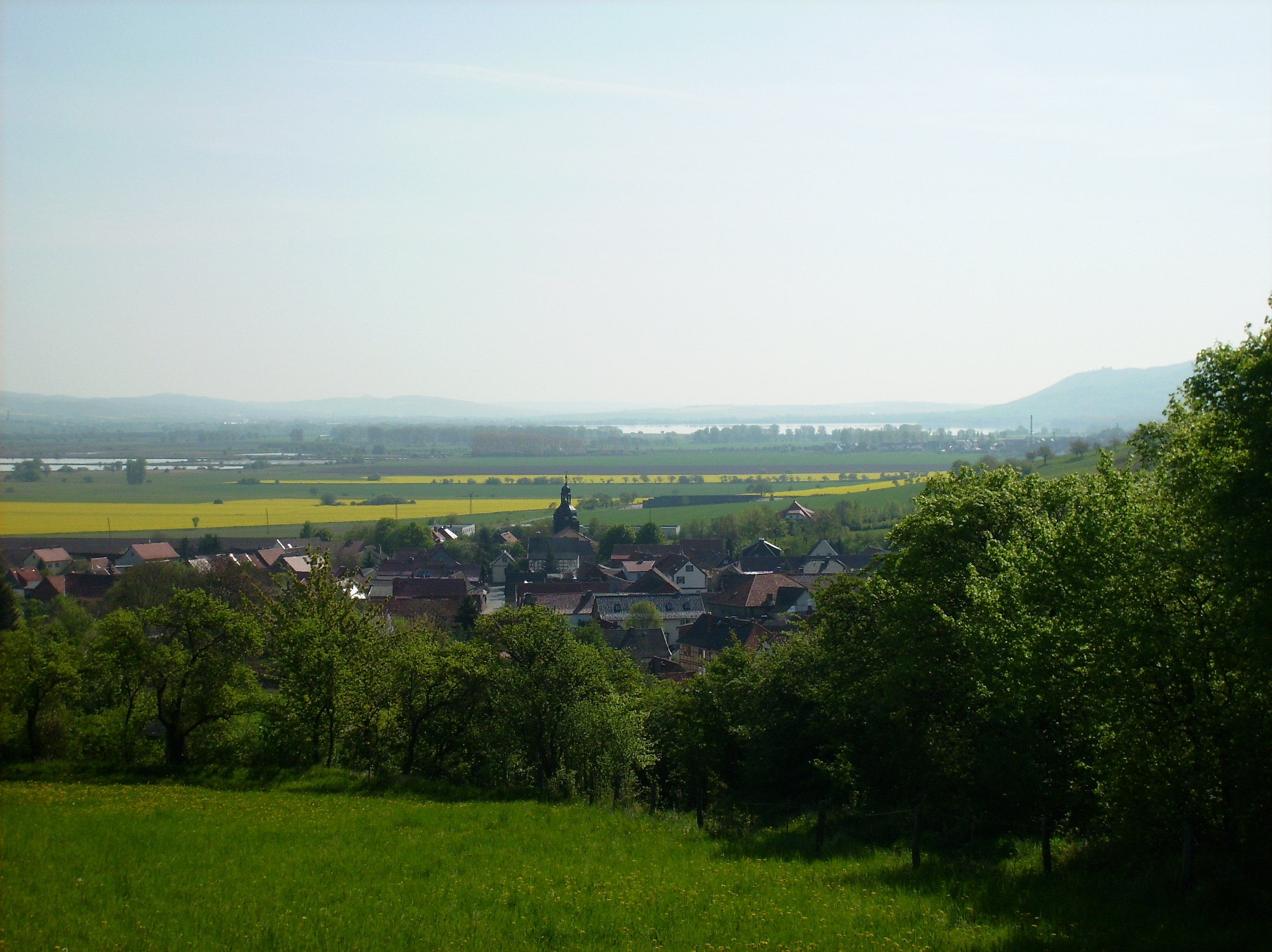
La Goldene Aue ad est di Hamma.

Il Goldene Aue è un territorio tedesco che si estende fra la città di Nordhausen e Sangerhausen, nella zona di confine fra i Länder della Turingia e della Sassonia-Anhalt. Esso non ha più alcuna rilevanza amministrativa ma solo storico-tradizionale.

## Luogo
Il Goldene Aue si colloca fra il confine meridionale della Harz a nord e dello Windleite e del Kyffhäuser a sud ed è attraversato dal fiume Helme. A sud di Sangerhausen inizia il "Diamantene Aue". Le pianure bagnate dalla Helme, come il Lange Rieth presso Görsbach, cambiano in prati collinari come lo Haardt (186 m) e lo Heide (al culmine centrale: 244 m) ai suoi estremi. Il Goldene Aue viene naturalmente considerato appartenente al bassopiano Gera-Unstrut-Helme all'interno del bacino della Turingia.

## Storia

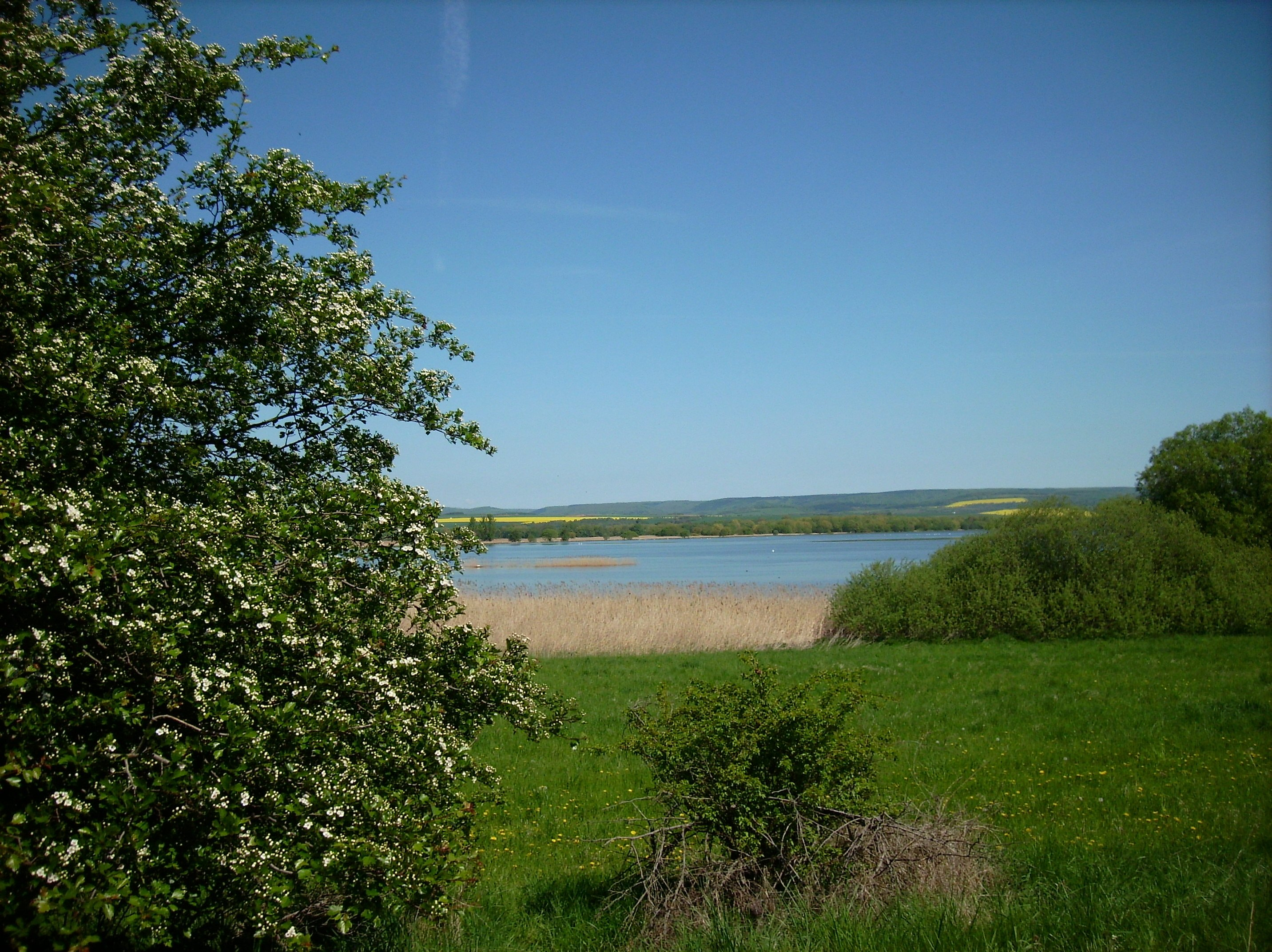
Il lago artificiale creato dallo sbarramento di Kelbra, visto da sud ovest

Originariamente veniva denominata Goldene Aue la sola zona dell'attuale frazione di Görsbach denominata Aumühle, situata fra lo stesso Görsbach ed Auleben (oggi frazione di Heringen/Helme). Il concetto venne fuori per la prima volta in un atto dell'Abbazia di Walkenried, che nel 1144 aveva iniziato lavori di coltivazione in quella zona, cui era annessa una fattoria denominata inizialmente  Ow e successivamente Güldene Aue. Da questo toponimo derivò fin dalla metà del XIII secolo il nome del territorio, quando la zona, grazie all'insediamento di emigranti fiamminghi, divenne fertile. Da Martin Lutero viene la tradizione, che ne 1494, di ritorno da un pellegrinaggio a Gerusalemme, il conte Botho zu Stolberg avrebbe detto: «Egli accetta volentieri la sua terra, chiamata Güldenen Aue, e vorrebbe lasciare a qualcun altro la sua amata terra.»
Oggi, con il nome di Goldene Aue s'intende non solo l'alta valle della Helme, ma anche quella inferiore. Negli anni sessanta la Goldene Aue, apprezzata prevalentemente per la sua florida agricoltura, fu più volte minacciata dalle esondazioni dei corsi d'acqua dello Harz. Come provvedimento in merito nel 1966 fu eretto nella valle lo sbarramento di Kelbra, che con la creazione di un bacino di esondazione, mise in sicurezza la zona contro le piene.

## Traffico
La Goldene Aue è attraversata dalla strada federale 80, che conduce da Bad Karlshafen, nellAssia settentrionale, ad Halle, nella Sassonia-Anhalt; dall'autostrada A38, che collega Gottinga a Lipsia e dalla ferrovia Halle-Kassel, che collega la città di Halle a quella di Kassel, nell'Assia.

## Bellezze storiche e naturali
Nella Goldene Aue sono da ammirare il Castello Hunbold ad Auleben, quello di Heringen/Helme, noto per la sua medievale piazza del mercato, quelli di Roßla e di Wallhausen. Lo sbarramento di Kelbra ha fornito un habitat naturale a numerose specie di uccelli migratori. Vi sono anche possibilità di birdwatching, sempre riguardo a specie migratrici, sullo Schloßberg-Solwiesen, ad est di Auleben, e presso Kyffhäuser-Badraer Schweiz-Helmestausee, nella zona turingia.